# 山滑蜥
山滑蜥（学名：Scincella monticola）为石龙子科滑蜥属的爬行动物。其种加词“monticola”意为“栖居在山地的”。在中国大陆，分布于陕西、四川、云南等地。该物种的模式产地在云南丽江的云龙雪山。

## 亚种
- 山滑蜥指名亚种（学名：Scincella monticola monticola），Schmidt于1925年命名。在中国大陆，分布于四川、云南等地。该物种的模式产地在云南丽江云龙雪山。[2]
- 山滑蜥平利亚种（学名：Scincella monticola pinglensis），Song于1987年命名。在中国大陆，分布于陕西等地。该物种的模式产地在陕西平利。[3]

## 保护
本种于2023年被收录入《有重要生态、科学、社会价值的陆生野生动物名录》。